# Francisco de Andrade (Segler)
Francisco Manuel Vieira Rebello de Andrade (* 16. August 1923 in Oeiras; † 28. April 2021 in Alcabideche) war ein portugiesischer Segler.

## Erfolge
Francisco de Andrade nahm an den Olympischen Spielen 1952 in Helsinki in der Bootsklasse Star mit Joaquim Fiúza teil. Hinter dem italienischen und dem US-amerikanischen Boot beendeten sie die Regatta auf dem dritten Platz und gewannen damit die Bronzemedaille.
2015 wurde er mit dem Komturkreuz des Ordens des Infanten Dom Henrique ausgezeichnet.